# Војислав Станимировић
Војислав Станимировић (Товарник, 19. август 1953) хрватски je психијатар и политичар српске мањине.

## Биографија
Завршио је Медицински факултет у Београду. Специјализовао се на подручју психијатрије те стекао звање примаријуса. Као лекар специјалиста – психијатар радио је у болници у Вуковару.
Ожењен је и отац двоје деце. Живи у Вуковару.
Добитник је Награде Никола Тесла коју му је доделило Српско народно вијеће за развој српских институција у Хрватској.

### Крајина
Станимировић је током битке за Вуковар 1991. године био резервни официр на челу санитетске службе Југословенске народне армије. Југословенска војска поставила га је 1992. године за директора вуковарске болнице. Годину дана касније улази у Српску демократску странку. Био је градоначелник Вуковара док је град био у Републици Српској Крајини.
У петој Влади Републике Српске Крајине био је министар без портфеља. Влада премијера Милана Бабића формирана је 27. јула 1995. године, а распуштена је 7. августа исте године.
У процесу мирне реинтеграције био је председник прелазног Извршног већа за Источну Славонију, Барању и Западни Срем.

### Хрватска
Један је од оснивача Самосталне демократске српске странке 1997. године у Вуковару и њен председник од оснивања у четвртом мандату. Био је посланик у Жупанијском дому Хрватског сабора од 1997. до 2000. године и члан Савет за националне мањине РХ у два наврата, од 2003. до 2008. и од 2011. до 2012. године.
Први пут у Хрватски сабор изабран је у 12. изборној јединици на петим парламентарним изборима 2003. године. У петом сазиву Сабора био је председник Клуба посланика СДСС-а, члан Одбора за европске интеграције и Одбора за равноправност полова.
На парламентарним изборима 2007. године други пут је изабран за посланика у Сабору из 12. изборне јединице. У октобру 2008. године мандат је ставио у мировање када га је заменио Миле Хорват. У том периоду у Сабору је био председник Клуба посланика СДСС-а, члан Одбора за финансије и државни буџет Одбора за развој и обнову.
На парламентарним изборима 2011. године трећи пут је изабран за посланика у Хрватском сабору и у 12. изборној јединици. Посланик у седмом сазиву био је до 10. октобар 2012. године када је мандат ставио у мировање. У Сабору га је заменио Драган Црногорац. У овом мандату је био председник Клуба посланика СДСС-а, члан Одбора за људска права и права националних мањина и Одбора за здравство и социјалну политику.